# Nowe Łachy
Nowe Łachy – wieś sołecka w Polsce położona w województwie mazowieckim, w powiecie makowskim, w gminie Rzewnie. Leży nad rzeką Narwią.
W latach 1975–1998 miejscowość administracyjnie należała do województwa ostrołęckiego.